# Oxymegaspis angulata
Oxymegaspis angulata is een halfvleugelig insect uit de familie schuimcicaden (Cercopidae). De wetenschappelijke naam van deze soort is voor het eerst geldig gepubliceerd in 1954 door Lallemand.